# Alan Shepherd
Alan Shepherd   (Appleby-in-Westmorland, 28 de setembre de 1935 - Kendal, 16 de juliol de 2007) va ser un pilot anglès de motociclisme que va participar en el campionat del món des de 1959 fins a 1964.

## Carrera
Va debutar en competició el 1955 i es va fer notar a la cursa Júnior Clubman TT del TT de l'Illa de Man de 1956, on va acabar tercer amb una Norton International 350. El 1959 va estar, juntament amb Tommy Robb i Ron Langston, en l'equip de Geoff Monty on pilotà sengles Norton 350/500, AJS 350, Matchless 500 i GMS 250, amb les quals va debutar en el Mundial amb motiu del TT de l'Illa de Man.
Amb motiu del Gran Premi de l'Ulster de 1960 de 350cc, Shepherd va aconseguir plantar cara amb la seva AJS a les MV Agusta 4 cilindres de John Surtees i John Hartle, aconseguint el rècord de la volta a 95,42 mph abans de patir una fallada mecànica. Nello Pagani, de MV Agusta, va sol·licitar una verificació del motor monocilíndric de Shepherd pensant-se que era de 500cc, però va resultar ser legal. El 1961 el va contractar MZ per a competir en les cilindrades de 125cc i 250cc. En 350cc hi va córrer amb l'AJS. Els seus millors resultats van ser als 125cc amb dos podis.

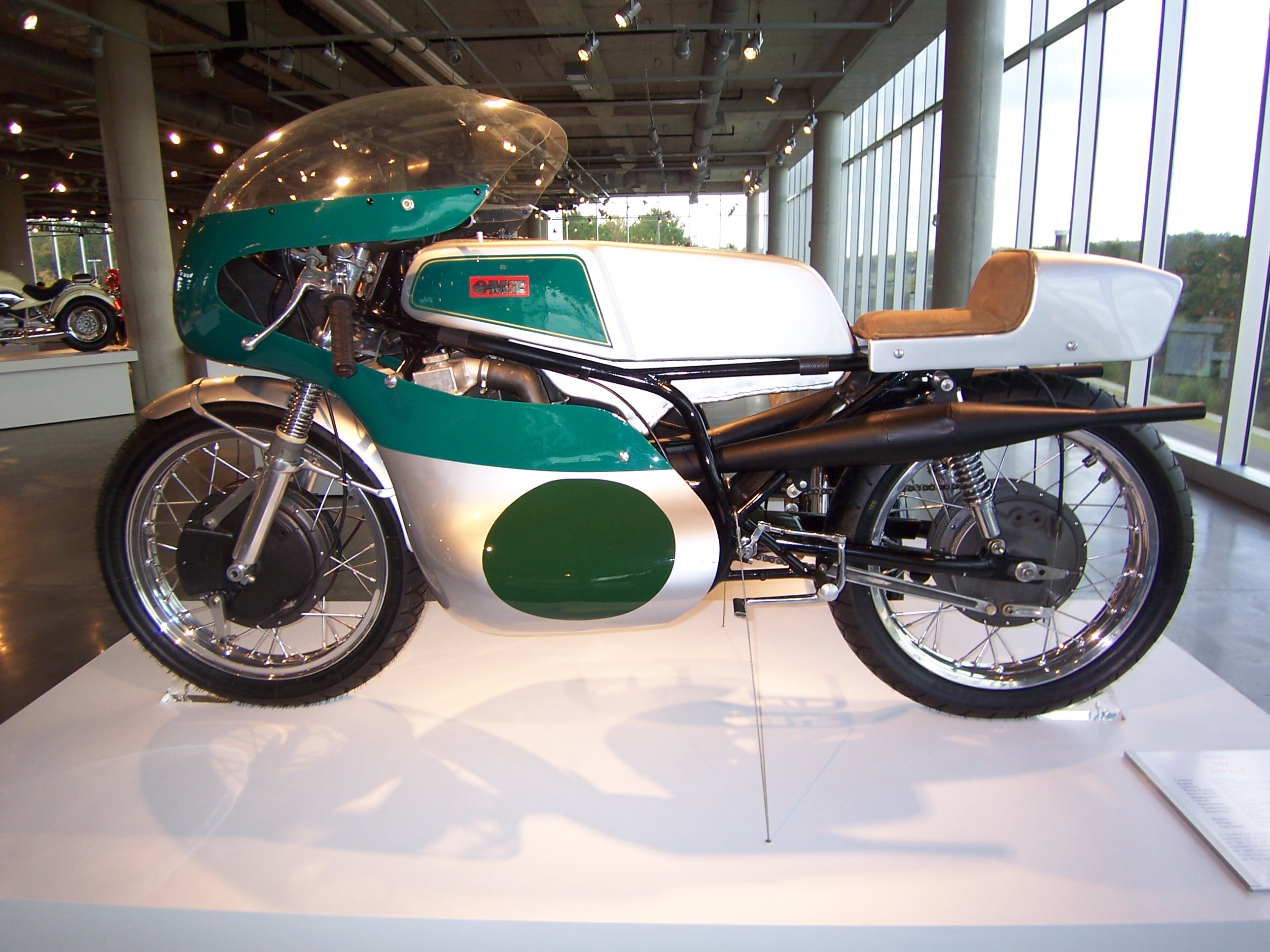
Una MZ 250 de 1964 com la que va pilotar Shepherd

El 1962 va registrar la seva primera victòria en la classe de 500cc amb una Matchless al Gran Premi de Finlàndia i, al final de la temporada, va acabar subcampió per darrere del seu compatriota Mike Hailwood. Va repetir la mateixa posició el 1963. Al mateix temps, Shepherd va continuar competint també en les cilindrades menors amb MZ i, malgrat que no va aconseguir l'èxit, va acabar la temporada amb vuit posicions de podi en diverses cilindrades.
El 1964 va ser l'última temporada que va córrer i, no obstant això, després d'haver deixat de competir en la classe de 500cc va registrar la seva segona victòria en guanyar el Gran Premi dels Estats Units de 250cc. Una victòria obtinguda malgrat nombroses dificultats. Shepherd va haver d'anar a recollir la moto a la RDA amb la seva camioneta, ja que no s'havien atorgat visats a l'equip MZ, i tornar a Anglaterra per a volar des d'allà a Daytona (dormint només una hora); quan va arribar als Estats Units va tenir problemes de carburació, que va aconseguir resoldre amb una trucada telefònica a Walter Kaaden (cap del departament de carreres de MZ) de la qual va rebre el consell per a ajustar els carburadors i guanyar.
A més dels èxits al campionat mundial, les seves tres victòries a la clàssica North West 200 també són notables.
A finals de 1964 va obtenir un contracte com a pilot oficial d'Honda, però durant algunes proves al Circuit de Suzuka va perdre el control de la seva moto i es va estavellar. Va ser traslladat a l'hospital amb ferides greus al cap i es va veure obligat a retirar-se de les carreres.
El 2001 va patir un infart que el va forçar a anar en cadira de rodes fins a la seva mort el 16 de juliol de 2007, després d'una llarga malaltia.

## Resultats al Mundial de motociclisme
Barem de puntuació de 1950 a 1968:
| Posició | 1 | 2 | 3 | 4 | 5 | 6 |
| Punts   | 8 | 6 | 4 | 3 | 2 | 1 |

(Ids. Grans Premis | Llegenda) (Curses en negreta indiquen pole; curses en  itàlica indiquen volta ràpida)
| Any  | Categoria | Equip     | 1     | 2      | 3      | 4      | 5     | 6     | 7     | 8     | 9     | 10    | 11    | 12    | Punts | Posició | Victòries |
| ---- | --------- | --------- | ----- | ------ | ------ | ------ | ----- | ----- | ----- | ----- | ----- | ----- | ----- | ----- | ----- | ------- | --------- |
| 1959 | 350cc     | AJS       | FRA - | IOM NC | GER -  | NED -  | BEL - | SWE - | ULS - | NAT - |       |       |       |       | 0     | -       | 0         |
| 1959 | 500cc     | Matchless | FRA - | IOM 7  | GER    | NED    | BEL   | SWE   | ULS   | NAT   |       |       |       |       | 0     | -       | 0         |
| 1960 | 350cc     | AJS       | FRA - | IOM 7  | NED -  | BEL -  | GER - | ULS - | NAT - |       |       |       |       |       | 0     | -       | 0         |
| 1960 | 500cc     | Matchless | FRA - | IOM NC | NED -  | BEL -  | GER - | ULS 3 | NAT - |       |       |       |       |       | 4     | 10è     | 0         |
| 1961 | 125cc     | MZ        | ESP - | GER 2  | FRA -  | IOM NC | NED 3 | BEL 5 | DDR - | ULS - | NAT - | SWE - | ARG - |       | 12    | 7è      | 0         |
| 1961 | 250cc     | MZ        | ESP - | GER 5  | FRA -  | IOM NC | NED - | BEL - | DDR 5 | ULS 5 | NAT - | SWE - | ARG - |       | 6     | 10è     | 0         |
| 1961 | 350cc     | Bianchi   |       | GER -  |        | IOM -  | NED - |       | DDR - | ULS 5 | NAT 4 | SWE - |       |       | 5     | 10è     | 0         |
| 1962 | 125cc     | MZ        | ESP - | FRA -  | IOM -  | NED -  | BEL - | GER - | ULS - | DDR - | NAT - | FIN 3 | ARG - |       | 4     | 13è     | 0         |
| 1962 | 350cc     | MZ        |       |        | IOM NC | NED -  |       |       | ULS 4 | DDR - | NAT - | FIN 3 |       |       | 7     | 6è      | 0         |
| 1962 | 500cc     | Matchless |       |        | IOM NC | NED 4  | BEL 2 |       | ULS 2 | DDR 2 | NAT - | FIN 1 | ARG - |       | 29    | 2n      | 1         |
| 1963 | 125cc     | MZ        | ESP - | GER 6  | FRA -  | IOM -  | NED - | BEL - | ULS - | DDR 2 | FIN 3 | NAT - | ARG - | JPN - | 11    | 8è      | 0         |
| 1963 | 250cc     | MZ        | ESP - | GER 5  |        | IOM NC | NED - | BEL - | ULS - | DDR 2 |       | NAT 4 | ARG - | JPN - | 11    | 6è      | 0         |
| 1963 | 350cc     | MZ        |       | GER -  |        | IOM 35 | NED - | BEL - | ULS - | DDR - | FIN - | NAT 2 |       | JPN - | 6     | 6è      | 0         |
| 1963 | 500cc     | Matchless |       |        |        | IOM NC | NED 3 | BEL 3 | ULS 4 | DDR 3 | FIN 2 | NAT - | ARG - |       | 21    | 2n      | 0         |
| 1964 | 250cc     | MZ        | USA 1 | ESP -  | FRA -  | IOM 2  | NED - | BEL 3 | GER - | DDR - | ULS 4 |       | NAT 5 | JPN - | 23    | 3r      | 1         |
| 1964 | 350cc     | MZ        |       |        |        | IOM NC | NED - |       | GER - | DDR - | ULS - | FIN 4 | NAT - | JPN - | 3     | 13è     | 0         |